# Stazione di Ponte in Valtellina
Stazione di Ponte in Valtellina vasútállomás Olaszországban, Lombardia régióban, Ponte in Valtellina településen.

## Vasútvonalak
Az állomást az alábbi vasútvonalak érintik:
- Tirano–Lecco-vasútvonal

## Kapcsolódó állomások
A vasútállomáshoz az alábbi állomások vannak a legközelebb:
- Stazione di Poggiridenti-Tresivio-Piateda
- Stazione di Chiuro